# Benjamin Britten (trein)
De Benjamin Britten was een internationale trein voor de verbinding tussen Amsterdam en Londen, en is genoemd naar de Britse componist Benjamin Britten, die afkomstig was uit de streek waar de trein in Engeland doorheen reed.

## EuroCity
De Benjamin Britten was een van de acht nachttreinen waarmee het EuroCity-net op 31 mei 1987 van start ging. Het betrof een zogenaamde boottrein waarbij het eerste deel van de reis per trein, het tweede deel per schip en het derde deel weer per trein wordt afgelegd. De Nederlandse Spoorwegen verzorgden hun deel met drie aan elkaar gekoppelde Koplopers tussen Amsterdam en Hoek van Holland. British Rail verzorgde de treindienst tussen Harwich en Londen met hun modernste intercity rijtuigen. Het begrip nachttrein wilde in dit geval niet zeggen dat de overnachting in de trein plaatsvond. De reizigers stapten 's avonds in Harwich en Hoek van Holland op de nachtboot van Stoomvaart Maatschappij Zeeland of Sealink. De overnachting volgde aan boord van het schip, waarna de reis de volgende ochtend aan de overkant per trein werd voortgezet.